# Santiago Elías
Santiago Elías (Buenos Aires, 2 de febrero de 1983) es un exjugador de fútbol sala argentino. Desarrolló casi toda su carrera como profesional en Pinocho. Representó a la Argentina a nivel internacional.

## Trayectoria
Jugó en las divisiones inferiores del Deportivo Armenio antes de comenzar a jugar fútbol sala en Pinocho. Fue multicampeón de la Primera División de Argentina con su equipo antes de migrar a Italia en 2008, donde jugó un año y medio para el Napoli Vesevo.
Fue reconocido como el Mejor Arquero de Fútbol Sala del Mundo en los Futsal Awards de 2009. Además recibió en su país el Premio Olimpia, el Premio Jorge Newbery y el Premio Alumni en diversas ocasiones, como reconocimiento por sus destacadas actuaciones en su disciplina deportiva.
Jugó en la temporada 2016 de la Premier Futsal League de la India para el Bengaluru.

### Clubes
| Club          | País      | Año         |
| ------------- | --------- | ----------- |
| Pinocho       | Argentina | 2000 - 2008 |
| Napoli Vesevo | Italia    | 2008 - 2009 |
| Pinocho       | Argentina | 2010 - 2016 |
| Bengaluru     | India     | 2016        |
| Pinocho       | Argentina | 2016 - 2021 |

## Selección nacional
Con la selección de Argentina disputó la Copa Mundial de 2008 y 2012, y la Copa América de 2008 y 2011. También participó del torneo de fútbol sala masculino de los Juegos Panamericanos de 2007, donde su equipo obtuvo la medalla de plata.